# ランブルフィッシュ (小説)
『ランブルフィッシュ』は、三雲岳斗による日本のライトノベル、およびそれを原作としたメディアミックス作品。小説のイラストは久織ちまきが担当し、角川スニーカー文庫（角川書店）より刊行された。

## ストーリー
1990年代初頭、世界に突如RF（レイドフレーム）と呼ばれる人型陸戦兵器が出現した。この強力な新兵器の開発予算を捻出するために、各国政府は試作RF同士の模擬戦闘を行い、その勝敗を観客に賭けさせる「RFトーナメント」と呼ばれる競技を公認ギャンブルとして認可する。
そのRF競技のための技術者を育成する機関として、日本に「恵理谷闘騎技術専門校」が設置された。その通称「恵理谷」に通う実習生、志村瞳子の前に1人の編入生が現れる。高雄沙樹と名乗るその少年は、試験に受かったのが不思議なくらいのド素人で、時代遅れの不良で、しかも手違いで瞳子のルームメイトになってしまうのであった。

## 登場人物
声優名はラジオドラマ版でのもの。

### 主要人物
高雄 沙樹（たかお さき）
声：神谷浩史
本作の主人公。恵里谷闘騎技術専門校の2年生。編入生の1人でD班所属の闘騎手。搭乗機は”ガンヒルダ”。
野性的な顔立ちと長髪にピアスなど時代遅れの風貌をした元ヤンキー。操縦に関しては素人だが、その異常な運動能力や天性の格闘センスを用いて作品中トップクラスの強さを誇る。潜在能力は藤真蒼威と互角で、彼と戦闘スタイルも酷似している。
詳細な出身及び経歴、素性一切が不明。史上初めてRFが実戦投入された湾岸戦争の生存者で、RFの最重要機密に深く関係するが自覚はしていない。中東出身で帰国子女のため、英語が堪能。家事全般が得意で意外と几帳面な一面もある。また、父親の職業の影響からか美術品の鑑定も得意。
3人の姉と妹を非常に恐れている。養父の一樹とは終始喧嘩が絶えないが仲が悪いわけではない。
経験の浅さからか機体の消耗度を考えずに戦闘を続けるので、短時間での戦闘以外はRFに搭乗させられない事が作中でも指摘されている。協調性に欠けており、チームプレーや連携を無視しての単独先行も多い。深見将利から軍隊式の格闘術を伝授されているが、彼がファンである女優の折原彩那の正体だとは知らない。
志村 瞳子（しむら とうこ）
声：平野綾
本作のヒロイン。RFの設計を行う設計士専攻の2年生。D班所属で万年最下位の未完成RFガンヒルダの設計主任。RFの電子部品から家電製品まで取り扱う新興企業の令嬢だが、社長である母親に反発して家出同然の身。RFを兵器として利用することに元来懐疑的で、人類社会に貢献することに需要を広げたいと潜在的に考えている。本人の自覚よりも他者からの評価は高く、RFの微調整や強化に本領を発揮するタイプ。
ショートヘアに印象的な瞳を持つ結構美人。やや寸胴で幼児体型が悩みの種。性格的には生真面目で負けず嫌いな反面、当初は挫折に弱い部分もあったが、沙樹に感化され次第に強く成長していく。ルームメイトの沙樹とは犬猿の仲で喧嘩が絶えない一方、対等で信頼できる関係。本人達に自覚はないが、恋愛感情も芽生えつつある。
RFの設計図はミリ単位で精確だが、手先は不器用で非常に大雑把な一面もある。料理は特に苦手。誕生日は10月。
瑞原 玲（みずはら あきら）
声：石田彰
編入生の1人でD班所属の調教士専攻の2年生。担当RFはガンヒルダ。
クールな美少年で中学時代からの沙樹の親友であり数少ない理解者。難関と言われる調教士の編入試験で満点を叩き出した天才。幼少時に深見将利と接触した凄腕のハッカーで”無貌の使徒”の異名を誇る。RFの最重要機密に気付く人物で設計士並の知識を有する。過去に阪神淡路大震災に巻き込まれて妹を亡くしている。その影響からか感情表現に疎く、沙樹以外の人間と深く関る事を極力避けている。
中性的な美貌と小柄な体型の持ち主。性格的には物静かだが、外見に反して喧嘩と霊感は強い。
林崎 要（はやしざき かなめ）
声：三浦祥朗
闘騎手専攻の2年生。編入生の一人で、実家は剣道の名門林崎家の師範代。元防衛大学校の早期選抜生で騎乗時間は千時間を越えており、実力はプロと遜色ない。自衛隊所属時代にRF搭乗中の事故で上官を殺害している。上官の妹で唯一の肉親である越智芹架に負い目を感じ、常に気に掛けている。
所属はB班で搭乗機はクリムズン・エッジ。性格的には物静かで寡黙だが、戦闘中は感情の一切を見せない戦闘マシーンそのもの。RFを兵器=道具と割り切っているが、RF競技の闘騎手としての自覚は不足している様。世間常識に意外と疎い。
椎名 涼（しいな りょう）
声：渡辺武彦
編入生の1人でA班所属の設計士専攻の2年生。担当RF”ベゼリィ”の武装設計を担当。
軽薄なフェミニストを装うモデル体型の美青年だが、エリートが揃うA班に編入早々所属するなど実力は高いが謎も多い。かつて英国王立闘騎技術専門校に在籍していたが、直属の教官アイリーン・ファラァの失踪後に消息を絶つ。友人以上恋人未満の女友達が沢山いる。その一方で他者に極力深入りしない等、本性を見せない。
アイリーンの失踪後、自暴自棄になり熱を入れていたRFの研究を放棄しようとするが、恵里谷への編入とアイリーンとの再会を発端にかつての意欲を取り戻す。
深条 海里（しんじょう かいり）
声：稲田徹
弱小チームD班の班長で設計士専攻の4年生。虚弱体質及び神経質で普段は威厳の欠片も無い。かつてはA班のRFプロトシグリット設計を担当、恵里谷最優秀設計士として賞賛される程の実力者で大変な切れ者。沙樹も彼には一応の敬意を払う。
A班を辞めた真相は、3年前の事故にも起因するがそれ以上に、A班が伝統的に女性の闘騎手を認知しない事にあった。瞳子同様にRFを軍事利用することには否定的な見解。顧問の白石奈緒の本性を知る人物の一人。
理想筺体研究の第一人者である白石奈緒の門下生で、開発に最初に成功した天才。ガンヒルダの専用装備”カドゥケウス”は本来プロトシグリットの装備類の一つとして、彼が開発した。
短い黒髪に野暮ったい銀縁の眼鏡の気弱そうな青年だが、顔たちはむしろ怜悧。
由良 まりあ（ゆら まりあ）
声：桑島法子
D班所属の闘騎手専攻の2年生。瞳子の親友。搭乗機は深条海里が設計主任を務める緋色のRF”ヴァージニティ”。
ふわふわした外見とは裏腹に戦績は校内トップクラス。亜麻色の豊かな髪とおっとりした雰囲気の美人で人気も高い。
掴み所のない性格の持ち主で何事にも執着を持たない様。精神的に脆い一面もあり、人に甘えるのが苦手。実は幼少期に母親から児童虐待及び育児放棄されており、伯父夫婦に養女として引き取られている。現在、法的手続きによって母親との接触を禁止されている。合気道の有段者。好物はケーキやタルト。
彼女の戦闘における格闘技の基礎は円運動を基本とした杖術だが、物語後半で恐るべき戦術を生み出す。女性闘騎手特有の弱点によって、正攻法な戦闘には強いが泥仕合や極端な暴力状態には脆い。
深見 祭理（ふかみ まつり）
声：久川綾
恵理谷闘専設計士専攻の3年生で瞳子の先輩。現在は英国王立闘騎技術専門校へ留学中。
物語前半では13年前に失踪した兄の行方を追っており、裏主人公とも呼べる存在。ガンヒルダの基礎設計を担当。瞳子の学生寮のルームメイトで沙樹の部屋の元住人だった。
性格は傍若無人で乱暴な上にすぐ怒る、大雑把と沙樹とある意味酷似しており、目的のためなら手段を選ばず他人を平気で振り回す事から、敵も非常に多い様。
実家は老舗旅館”深見園”の跡取り娘で、女将である母親とは似た者同士で犬猿の仲。父親からは溺愛されているものの、後継者になるつもりは毛頭なく、3巻終盤での帰国後は瞳子と沙樹の部屋に居座り続けている。手先は不器用。特技は空手。
黒髪のストレートロング、メリハリの利いた7頭身と華やかな顔立ちの美人。物語後半でロングヘアを短くした。誕生日は12月。彼女が設計したRFは高性能な反面、非常に扱いにくく極端に乗り手を選ぶ事が指摘されている。
D班の闘騎手だった関斎とコンビを組んでいたが、その関係は現在の沙樹と瞳子と類似している。
笹原 菜々美（ささはら ななみ）
D班所属のRFの組み立てを担当する整備科の1年生で瞳子の後輩。報道部所属の噂好きで口が軽く、情報の信憑性は低い。沙樹と瞳子の暴走に振り回される一番の被害者。貴城史とは個人的に仲が良い。姉睦美は「月刊RFジャーナル」の新人記者だがRFの常識には疎い。
久間 悟郎（ひさま ごろう）
声：藤本たかひろ
D班所属の整備士長で最年長の5年生。30過ぎのオッサンにしか見えない厳つい風貌の持ち主だが、性格はD班の実習生の中で最も常識的で手先も器用。海里と共にまりあを常に気に掛けている。趣味は家庭菜園。
筑波 ユキ（つくば ゆき）
D班所属の調教士専攻の4年生。担当RFはヴァージニティ。短髪に男性用作業着を着用、非常に無口で男らしい性格の女性だが、玲が一目置く程の優れたプログラマー。
稲杜 楓（いなもり かえで）
声：金月真美
恵里谷闘専きってのエリート集団A班の美人班長。才色兼備な女性でRFプロトシグリットの設計主任、専用装備ゲイボルグの開発者。過去に海里と組んでおり、彼に好意以上の感情を抱いているが、現在の不甲斐ない彼を歯痒く思っている。瞳子に目を掛けているが、肝心の彼女からは苦手意識を抱かれている。蒼威の本性を知る数少ない人物。実家は呉服問屋で趣味は華道とお菓子作り。根が生真面目で融通が利かないためか、臨機応変に行動する瞳子を密かに羨んでいる。
藤真 蒼威（とうま あおい）
声：置鮎龍太郎
通称王子。A班の正闘騎手で常勝無敗の恵里谷チャンピオン。搭乗機は恵里谷最強のRF”青の暴君”プロトシグリット。北欧系の血を引く美男子で女性から熱狂的な支持を集めるが、性格的には非常にマイペースで空気が読めない、むしろ読もうとしない。沙樹と瞳子に強い関心を抱いている。圧倒的な実力で相手を完膚なきまで叩きのめすので、男性陣や敗者から恨まれてもいる。
4巻の沙樹との試合を最後に恵里谷を中退、イギリスのチームに移籍した。過去に当時の恵里谷チャンピオンだった中根を試合中に殺してしまった事がある。RF設計士の資格も所有。
長谷川 忍（はせがわ しのぶ）
独連邦闘騎技術専門校から稲杜楓がSR交流試合のために呼び戻した凄腕の闘騎手。外見こそ華奢な金髪の美少女だが実は男性。藤真蒼威を唯一引き分けに持ち込んだ実力の持ち主だが、性格は破天荒で自己中心的な上に横暴。変人揃いの恵里谷闘専の中でも際立って倒錯した人物。搭乗機はA班の超軽量級の新型RF”メイヘム”。
闘騎手としては小柄な体型で体力的にも平均的だが、美容のために取り入れた中国系武術の影響により沙樹とも互角以上に渡り合える。実弟の成志を顎で酷使し、祭理とは気が合う友人同士。
SR交流試合で負傷を装い途中退場したが、国際闘騎連盟(FIRTA)の作戦に従ってディヴィス・レイステルの逮捕に協力した。
貴城 史（たかしろ ふみ）
声：菅沼久義
闘騎手専攻の1年生でA班の副闘騎手。搭乗機は支援型RF”戦士殺し”ベゼリィ。椎名涼のルームメイトで瞳子とは中学校の先輩後輩の間柄だが、瞳子は覚えていない。中学時代から瞳子に憧れており、当初は沙樹を目の敵にしていた。沙樹との試合に敗れて以降は彼の舎弟扱い。年相応に思い込みが激しく打たれ弱い一面が見えるが、徐々に成長していく。
試合後は短髪を刈って虎刈りに近い。
神楽坂 結花（かぐらざか ゆか）
A班の新班長に抜擢された設計士専攻の3年生でベゼリィの設計主任。黒髪のセミロングに副班長の唯同様に体温の低そうな非常に似通った顔たちと魅惑的な甘い声の落差が激しい女性。優妃とは非常に親しい関係で椎名涼を意識している。
普段はボーッとしているが、実際は冷静沈着で状況判断が的確。涼の捨て鉢な態度を心配して行動を起こす等、女性らしい心配りに富む。涼と共に、RFの最重要機密に触れるが信念が揺らぐ事は最後まで無かった。
神楽坂 唯（かぐらざか ゆい）
A班の新副班長で調教士専攻の3年生。担当はベゼリィの動作プログラミング。結花とは姉弟に間違われるが実際は従姉弟。結花を意識し常に気遣う一方で、椎名涼を当初は不真面目な態度から嫌悪していた。SR交流試合からエリート特有の慢心と傲慢さを自覚。涼の苦悩を理解してサポートする様になった。
加藤 優妃（かとう ゆき）
声：小松由佳
E班所属の設計士専攻の3年生。女性型RF”ドミニオンアリス”の設計主任。RFの設計図が認められて飛び級した秀才で瞳子とは犬猿の仲だが、お互いを高く評価しあうライバル。実家は軍需産業を生業とする名門加藤財閥で、父親は8人兄弟の末っ子のためか立場はやや弱い。瞳子に負けず劣らずの強情な少女だが、現在はとある騒動がきっかけで沙樹に夢中。
上品に結った髪と卵型のノーブルな顔たちでおでこが目立つ。貧乳が悩みの種。
瀬能 ちさと（せのう ちさと）
E班所属の闘騎手専攻の2年生。搭乗機はドミニオンアリス。元卓球部あがりの選手で防御が主体なためか才能も戦績も並。普段は大人しい少女で自己主張も控えめだが、RFに搭乗すると性格が豹変し好戦的かつ荒々しい気性に変化。乱戦及び泥仕合に本領を発揮するタイプで手段を選ばないため、”バーサーク瀬能”の異名で実習生から恐れられている。
優妃の良き理解者で由良まりあとは個人的に親しい。
古宮 梨沙（こみや りさ）
K班所属の設計士専攻の3年生。戦士型RF”ディーサイド”の設計主任。やや派手な顔たちの美人でスタイル抜群、さっぱりとした飾らない気性からか友人も多い。特技の競技ダンスは過去の学生大会で入賞経験を持つ程の実力。趣味は時計の収集とピアノにエアロビクス。タッグを組んでいる真田圭吾の積極的なアプローチを無視し続けているが、彼を嫌っている訳ではない。同学年の優妃を気遣い、祭理の人間性をよく知る。実習生の中で、不良として悪名高い沙樹に気負わず話せる数少ない女性。
真田 圭吾（さなだ けいご）
K班の正闘騎手。闘騎手専攻の3年生で搭乗機はディーサイド。顔立ちがそれなりの三枚目キャラで大変なお調子者。パートナーの古宮梨沙にストーカー並の積極的なアプローチを繰り返しているのは、実習生の中でも有名。学習能力は小学生以下等と散々な評価だが、恵里谷闘専でも十指に入る実力の持ち主で闘騎手仲間からも一目置かれる存在。
市来（いちき）
K班の調教士専攻の3年生で担当はRFディーサイドの動作プログラミング。同僚の小宮梨沙とは仲が良く、真田圭吾の言動に逐一冷静な指摘を欠かさない。やる気が無い様な言動が目立つが、正闘騎手のRFの動作プログラミングを担当するだけあって実力はあるものと見られる。
島袋 克己（しまぶくろ かつみ）
J班の総代。闘騎手専攻の5年生で正闘騎手。搭乗機はゴキブリを彷彿とさせる戦士型RF”ヴェズレド”。
身長160センチにして体重95キロ、体形も顔もとにかく四角いといった印象のスキンヘッドの偉丈夫。趣味は顔に似合わない詩作で恵里谷の女子生徒なら誰もが一度は彼の詩を送られた事がある。
朗々と響き渡る張りのある声と芝居がかった言い回しが特徴。性格的には熱血漢で善人、礼儀正しい紳士。
藤真蒼威との試合で善戦、”霧の亡霊”事件では未確認RFから襲撃され負傷するものの、実力は高く柔軟な発想の持ち主。
ディヴィス・レイステルが企てた恵里谷襲撃では、加藤優妃の指示の下、彼に操作された無人RF軍団に応戦。その際の戦いを目撃したインストラクターによってプロに勧誘された。
森澤 有由（もりさわ あゆ）
B班班長で調教士専攻の4年生。担当RFは林崎要の搭乗機クリムズン・エッジ。眼鏡が似合う知的美人。普段は大雑把に見えるが、状況判断が的確。
長谷川 成志（はせがわ なるし）
声：徳山靖彦
恵里谷闘専の闘騎手専攻の3年生。長谷川忍の実弟で作中最弱の実力の持ち主。元D班所属でガンヒルダの初代闘騎手。ガンヒルダの性能を半年掛けても引き出せない事から、見切りを付けてN班のRF”ヘヴィ・ノヴァ”の闘騎手に就任。ところが、編入して間も無い高雄沙樹の搭乗するガンヒルダに敗北。負けた腹癒せに不良を雇って瞳子を誘拐するが、D班に返り討ちにされる。沙樹の入学以後は転落の一途で、J班の予備闘騎手に納まるが、教頭の指示によって”霧の亡霊”事件を引き起こして退学の危機に晒された後、学長の全権委任を受けた深見祭理と兄によって顎で使われる身分に甘んじる。
金髪で神経質な顔立ちの青年、鼻に掛かったドイツ語混じりで喋る。7巻での一件で”恵里谷の裏切り者”の烙印を押される。SR交流試合で補欠登録された上、負傷した兄に代わって”メイヘム”に搭乗。予想を覆す活躍でユーリアンを撃破するが閉所恐怖症に陥る。
永谷 美鈴（ながたに みすず）
恵里谷闘専の設計士専攻の2年生で瞳子のクラスメイト。恵里谷闘専における藤真蒼威のファンクラブ（親衛隊）の一員で、ミーハーで何処にでもいる平均的な女子生徒。藤真が瞳子に強い関心を抱いているのを不快に感じている。瞳子は彼女が若干苦手。
四条烏丸 馨（しじょうからすま かおる）
声：掛川信彦
恵里谷闘騎技術専門校の初代学長。　
白石 奈緒（しらいし なお）
声：西原久美子
恵里谷闘騎技術専門校の教官でD班の顧問。設計科の座学を担当しており、授業は判り易く実習生からも評判。調教士の資格も所有しており、プログラマーとしても優秀。
中学生に間違われる程の童顔で小柄な体型の女性で、恵里谷の制服や猫耳のカチューシャ等コスプレが趣味。子供じみた言動の持ち主で普段は威厳の欠片も見当たらないが、MIT卒の才女でRFの基礎構造に精通した世界的に著名な権威。恵里谷闘専の教官の中でもその発言権は絶大なもので、彼女自身の地位も高い。
童顔に似合わず、強かで抜け目の無い大変な切れ者。恵里谷初期のOBで卒業後も学生寮に居座り続けており、現在は瞳子と沙樹のルームメイト。瞳子に自分の欠点を自覚させるために沙樹をルームメイトとして招く等、度々策略を廻らす色んな意味で怖い女性。彼女の危険な本性を知る者はあまり居ない。作中最大のキーパーソン。
深見将利の私立中学の同級生兼幼馴染で、現在は敵対関係にある様。物語後半でディヴィス・レイステルと共謀して恵里谷を裏切ると見せかけて、彼を逮捕する算段を立てた。実は瓜二つの容姿の娘がいる。料理が得意。趣味は銃器の収集と手入れ。
下部谷 貢（しもべだに みつぐ）
B班の顧問教官。騎乗科の座学を担当。某国立大卒業の昔風の二枚目で家柄も経歴も申し分の無い男性だが、気弱で空気が読めないためか、実習生からの人気はあまり無い。同僚の白石奈緒に好意を抱くが、本人からは本名をもじって「下僕谷」呼ばわりで扱き使われているが自覚していない。マニュアル通りにしか動けず、柔軟な対処が要求される恵里谷闘専の教官にはある意味向いていない人物。
雨宮 泰介（あめみや たいすけ）
恵里谷闘専最古参の教官で騎乗科では基礎体育を担当。柔道六段、剣道四段、ベンチプレスの記録は160キロとプロの格闘家としても通用する実力の持ち主。15年前、恵里谷が創設された直後に大学柔道部のコーチを辞めて移籍した人物。
編入試験で当時受験生だった高雄沙樹に目を付け、彼を不合格に追い込もうと妨害工作を試みるが、全て失敗。試験最終日の実技試験、RFの模擬戦で受験生仲間の椎名涼達の助言を受けた沙樹によって、自業自得とは言え、飛び蹴りを食らって病院送りなった哀れな人物。ちなみに、この時に編入試験の手伝いを遣っていたのは期末トーナメントの成績が悪かったD班であり、沙樹の実技試験の観戦してたのは深条海里である。
基本的に女性を見下しており、女子生徒の評判は高くない様。離婚によって妻に養育権を取られた3歳の息子がいる。お世辞にも頭は良くない。
アイリーン・ファラァ
英国王立闘騎技術専門校の元教官で椎名涼の恩師。金髪に褐色の肌を持つ童顔の女性で非常に天然ボケ。世界的に有名な設計士でRFの基礎構造に精通した数少ない研究者。自律兵器”チャイルド・シリーズ”は椎名涼との共同開発である。
消息を絶ってから半年後、フェニックス闘騎技術専門校の引率教官”ヴェラ・フォーサイス”として恵里谷闘専に姿を現す。かつての教え子涼に他人同然に接するが、真実はRFの最重要機密を知り動揺する彼女を国際闘騎資本六社連合が誘拐して、薬漬けにして操作していた。精神的に甘い一面がある。
キャロライン・サヤ・レイステル
通称キャリィ。SRの本場アリゾナ州フェニックス闘騎技術専門校の闘騎手。搭乗機はシグリットの複製RFダークシグリット・ミカエル。凄腕のチーム”レイステル小隊”の隊長で西海岸の名門レイステル一族の出身。
恵里谷との交流試合のために東京に来日、沙樹と同じ格闘術を用いて彼と闘う事に執着する謎の多い女性で、彼の過去を知るものと見られる。色素の薄い金髪に碧眼、極めて精巧な人形めいた美少女だが愛想や感情の起伏に乏しい。
RF操縦の技量は卓越しており、指揮官としての才能も相俟って作中トップクラスの実力者。
養父ディヴィス・レイステルによってRF操縦の英才教育を施されており、養父からは恵里谷闘専への襲撃における手駒と見做されていたが、彼女自身が沙樹を捜すためだけに彼を利用していただけでディヴィスに愛情は抱いていない。
沙樹同様、第六次中東エンブリオ遺跡調査隊の元一員で発掘された金属生命体 (RAID) との交流のために召集された子供たちの一人。戦争に巻き込まれて調査隊が全滅した後、RAID共々、出資者のレイステル財団に回収され生き延びる事ができた。発掘調査の責任者である高雄沙夜教授から名前を敬称した一人で、彼女を敬慕していた。
ユアン・ガルー
フェニックス闘専レイステル小隊所属の闘騎手。搭乗機は戦士型RFダークシグリット・ラファエル。恵里谷との交流試合のために派遣されてきた留学生。元軍人で訓練中に上官を殺害して米軍を追放された過去を持ち、同様の経緯を得て恵里谷に編入した林崎要を同類と見做しており、彼を追い詰めて本性を自覚させようとする。
戦闘狂で殺戮も辞さないが、意外に常識的で大人びた一面もある。銀髪に褐色の肌のまあまあの美形だが目付きが鋭い。
余談だが、座学の成績はネル同様かなり悪い。
エレアノーラ・アイドリス
通称ネル。フェニックス闘専レイステル小隊の闘騎手。搭乗機は戦士型RFダークシグリット・ジブリール。
SR交流試合のために派遣された留学生の中でも、最も享楽的で表面上は愛想が良く人受けが良い。ウェーブが掛かった黒髪に濡羽色の瞳、グラマラスな容姿の美少女だが、戦闘になると人格が豹変。好戦的でフェニックス闘専のメンバーの中でも協調性が皆無に等しい。
過去のトラウマから由良まりあとは初対面から互いに因縁を感じており、戦闘予行演習での凶行に始まり、交流試合に置いて激闘を繰り広げる。
ユーリアン・ハート
フェニックス闘専レイステル小隊の闘騎手。搭乗機は支援型RFダークシグリット・ウリエル。設計士、調教士の資格を持つ三重専攻の優等生。大学を飛び級で卒業してフェニックス闘専に編入。父親は合衆国上院議員、母親は大学教授。上流階級出身の非の打ち所のない経歴の持ち主。人格的にも温厚で一見紳士的だが、実際はエリート特有の傲慢な気性の持ち主で選民思想からか実家ぐるみでディヴィス・レイステルに協力していた。
深見将利の教え子で”聖人”の異名を持つ優秀なハッカーだが、基本的な潜入対策を怠る等、総合的な実力では瑞原玲に足元にも及ばない。SR交流試合で格下と侮っていた恵里谷最弱の闘騎手長谷川成志の奇襲に敗退した。
張 天翼（チャン ティエンイー）
フェニックス闘騎技術専門校からの派遣留学生で唯一の予備闘騎手。ネルとユアンの後輩で貢いでいた恋人に五股かけられていた不運の少年。
高雄 一樹（たかお いつき）
高雄沙樹の養父で失踪した深見将利の消息を知る人物。筋骨逞しい全身黒尽くめのマフィアの様な風貌の男性。表向きは上海や香港で古美術品の鑑定を生業としているが、RF開発の権威や国家上層部の関係者と面識を持つ等、様々な人脈を誇る。
非営利の結社”天使機構”に関係すると見られている。
高雄 亜夜（たかお あや）
年齢24。沙樹の義理の長姉。表向きは占い師として活躍しており政府高官や企業役員などの顧客が多い。妖艶な容姿とは裏腹なおっとりとした雰囲気の美女だが、霊媒体質で降霊すると人格が豹変。運転が恐ろしく荒く、沙樹と双子達を恐怖させる。
風早が個人的に出資している研究施設に所属する言語学者でもある。
高雄 舞夜（たかお まや）
年齢21。沙樹の義理の姉で美夜と双子。現在はアメリカでヘアメイクアーティストとして活躍。性格は大変横暴。
高雄 美夜（たかお みや）
年齢21。沙樹の姉で舞夜と双子。
高雄 香夜（たかお かぐや）
九州在住の中学3年生。沙樹の義理の妹で重度のブラザーコンプレックス。唯一彼に家族らしく接する少女で、沙樹が闘騎手となる事を反対している。4巻で恵里谷闘専を訪問、彼を実家に連れ戻そうとするが、偶然知り合った海里に身勝手さを指摘され、考えを改める。沙樹のルームメイトの瞳子を初対面で引っ叩いて以後、彼女とは犬猿の仲。一方で瞳子の従姉の紀鷺とは友好。細面の清楚な美少女で、基本的に高雄家唯一の常識人で模範生。ただし、勝気で負けず嫌いな上に口より先に手が出るタイプ。
吹雪 沙夜（ふぶき さや）
沙樹の養母でディヴィス・レイステルが出資していた発掘調査隊の責任者だった女性。優秀な地質学の教授で、夫の一樹とは別居と同居を繰り返していたが、特別不仲ではなかった。
出資者のディヴィスの人となりを理解、多国籍軍の襲撃を予見しており、沙樹に重要機密を託して脱出させて自身は死去。その容姿は娘達に酷似。母性豊かな穏やかな女性だった。
ディヴィス・レイステル
キャロラインの養父にして西海岸の名門レイステル財団の当主。RFの制御チップ製造を独占する国際闘騎機資本六社連合の統治者として君臨する若い大富豪。かつて中東での発掘調査でRAIDと呼ばれる金属生命体を発見。多国籍軍に襲撃された調査隊を見捨てRAIDの回収を優先した。本来は、沙夜を見殺しにしたディヴィスは沙樹や高雄家にとっては仇とも言うべき人物。
国際闘騎連盟の所有扱いになっている7体目のRAID（タイプξ）の強奪を目論み、恵里谷闘専をSR交流試合の最中に襲撃するものの、高雄一樹ら”天使機構”と結託した国際闘騎連盟によって翻弄。キャリィの裏切りによって財産及び社会的地位全てを失う。傲慢で非情、成金趣味のいけ好かない俗物的な人物。
林崎爺（はやしざきおう）
林崎要の祖父。実戦的剣術の名門”相州流林崎抜刀術”宗家の当主として政財界の大物や幹部自衛官、海外の要人の護衛官を門下生に持ち、政府内でも無視出来ない地位を有している。蓬髪で70近い小柄で貧相な老人だが、全日本選手権クラスの実力者8人を一瞬で薙ぎ倒す程の猛者。若い娘に目が無い助平爺で、要からは敬意と殺意の入り混じった感情を抱かれている。
加藤 宰巌（かとう さいげん）
声：平野正人
加藤優妃の祖父。加藤重工業 (KHI) の会長にして名門加藤財閥の総帥として引退後も絶大な権力を持つ。林崎爺とは古い友人同士の様で共に若い娘に目が無い助平爺。瞳子の母親である志村冬子とも懇意の仲でRFの最重要機密に深く関わる。
SR交流試合の最中、林崎爺と共にディヴィス・レイステルの襲撃から芹架と志織を護衛、彼の失脚に一役買った。合気柔術の達人で傭兵に勝る実力の持ち主。
檜室 樹里香（ひむろ きりか）
風早 志織（かざはや しおり）
日本国におけるRF定着の功労者である陸上幕僚長の風早慶吾の娘で林崎家時期後継者の婚約者。林崎家とは実家ぐるみの付き合いで、要とは幼馴染でもあり彼に淡い思いを抱く。故に、防衛大学校の事故後に恵里谷闘専に編入した彼が闘騎手になる事を反対している。軍事兵器であるRFを毛嫌いしており、基本的にRF開発関係者も快く思っていない様。名門出身の令嬢で世間知らずな一面もある。
越智 芹架（おち せりか）
声：牧島有希
林崎要の防衛大学校時代の上官の妹で唯一の肉親だった少女。
日向 昌巳（ひゅうが まさみ）
恵里谷近辺を縄張りとする暴走族”九龍”の総長。1巻で長谷川成志に協力して不本意ながらも瞳子誘拐に手を出したが、救出に来た沙樹とタイマンを張る事で一件を無しにした。外見は典型的な不良だが、常識人で大人びた一面もあり、沙樹の実力を正当に評価している。沙樹の試合には欠かさず観戦に行く等、意外に几帳面で冷静。
松鯉 鉄蔵（まつこい てつぞう）
中堅の工場である”松鯉製作所”の社長。3巻で試合に間に合わないガンヒルダの部品製造を沙樹と瞳子に依頼（ほぼ脅迫）される不運な人物。外見は柄の悪い中年のオッサンだが、下町気質で面倒見がいい。
高遠 紀鷺（たかとお きさぎ）
沙樹の中学生時代の同級生で元彼女。志村瞳子の父方の従姉で実家はシムラ系列のRFの部品製造を行う会社の社長令嬢。深窓の令嬢といった儚げな雰囲気の淡い栗色の巻き毛のロングヘア、ほっそりとした肢体の上品な美人。
父の都合で海外に赴任していたため、単位が不足して2年生を遣り直していたが本来は沙樹と同学年。自身と同様に焦燥感に駆られていた沙樹をRFの世界に誘った張本人。沙樹とはある意味、似た者同士で同志的な深い信頼関係。瞳子とは彼女の父親の失踪後に疎遠となっていた。
短編「残像編」初登場。若手ヴァイオリニストとして人気を博しているが、本来の自分を抑圧した事が原因で深刻なスランプに陥り失踪。沙樹と瞳子へ会いに恵里谷闘専を来訪するが、麻薬密輸に利用されていた事が発覚、瞳子と誘拐されるが･･･。
実は、沙樹が総長を務めていた伝説の暴走族”鳴神”の女親衛隊所属の元不良で喧嘩はかなり強い。余談だが沙樹の恵里谷編入のために、推薦状を書いたのは彼女の父親の高遠社長である。
作者曰く、性格に問題があり過ぎて出番を削られ続けたもののかなり重要な人物。
深見 将利（ふかみ しょうり）
声：松野太紀
深見祭理の10歳上の実兄で白石奈緒の幼馴染兼私立中学校の同級生。RF制御に必要不可欠な虚数言語LiSAを開発したRF調教士の開祖。
ジーン・デグランジュ
エレクトラ・クレリデス・フールクロア・クロマ
通称エレ。東地中海トルコ沖の島国クロミア王国の王位継承筆頭の王女。金髪碧眼の欧州系の美少女で、日本語が堪能な親日家。RF開発の主要材料を産出国である祖国代表として日本を来訪。
短編「旋風王女編」登場。実父である現国王グラフコスの民主化政策に反発する官僚率いる王弟派に命を狙われており、暗殺を防ぐために日本へ送られるが、クロミア国軍のRF部隊に襲撃される。しかし運良く、襲撃を受けたのがRF競技の技術者養成校である恵里谷であったため、知り合った沙樹達・実習生によって命を救われる。
気品ある風貌とは裏腹に日本製のアニメや18禁のギャルゲーが好きなオタク少女。たどたどしいが、日本語が書ける。

## RF（レイドフレーム）
作品世界での戦闘用ロボットの呼称。

### 恵理谷闘騎技術専門校
ガンヒルダ
SRガンヒルダ
- カドゥケウス

ガンヒルダII
クリムズン・エッジ
クリムズン・エッジ改
ヴァージニティ
- 杖（ロッド）

SRヴァージニティ
- スキールニル

プロトシグリッド
- ゲイボルグ

メイヘム
- ドゥーム・チャイルド

ベゼリィ
- フェイタル・チャイルド

ドミニオンアリス
ディーサイド
ヴェズレド
ヘヴィ・ノヴァ
ヴィスタス

### フェニックス闘騎技術専門校
ダークシグリッド
ミカエル
- アイギス

ラファエル
- イルミネータ

ジブリール
- ジャッジメント

ウリエル
- エターナル・チャイルド

### その他
タロン
テララガン
ヤマワキゼルダ
ヒムロハイランダー
スー・ウォリア
メタトロン
ベステローサ
ミスティ・ファントム
- インパクト・ブレード

ラスティリンクス

## 小説
すべて角川スニーカー文庫（角川書店）刊行。
- 『ランブルフィッシュ1　新学期乱入編』（2001年）
- 『ランブルフィッシュ2　中間試験暴走編』（2001年）
- 『ランブルフィッシュ3　場外乱闘恋心編』（2002年）
- 『ランブルフィッシュ4　伝説崩壊編』（2002年）
- 『ランブルフィッシュ5　凶天使襲来編』（2003年）
- 『ランブルフィッシュ6　亡霊殲滅編（上）』（2003年）
- 『ランブルフィッシュ7　亡霊殲滅編（下）』（2003年）
- 『ランブルフィッシュ8　決戦前夜秘湯編』（2004年）
- 『ランブルフィッシュ　あんぷらぐど』（2004年、短編集）
- 『ランブルフィッシュ9　大会開幕奇襲編』（2005年）
- 『ランブルフィッシュ10　学園炎上終幕編』（2006年）

## 漫画
漫画は川下寛次の作画により『月刊少年エース』にて連載され、角川コミックス・エースより単行本が刊行された。久織ちまきと山根公利がデザイン協力を行なっている。
- 『ランブルフィッシュ1』（2002年）
- 『ランブルフィッシュ2』（2003年）
- 『ランブルフィッシュ3』（2003年）

## ラジオドラマ・CD
ラジオドラマは、カドカワ・サウンドシネマ第9弾として2002年10月8日から同年12月6日までJFN35局ネットで放送された。その後、カドカワ・サウンドシネマ・シリーズとしてビースタック・バップよりCDとして発売された。
- 『ランブルフィッシュ 1 前途洋々編入生揃い踏み編』（2002年）
- 『ランブルフィッシュ 2 非常事態!恋愛旋風!!編』（2002年）
- 『ランブルフィッシュ 3 RF深淵伝説との遭遇編』 （2003年）